# Zygotritonia praecox
Zygotritonia praecox är en irisväxtart som beskrevs av Otto Stapf. Zygotritonia praecox ingår i släktet Zygotritonia och familjen irisväxter. Inga underarter finns listade i Catalogue of Life.